# География Гонконга

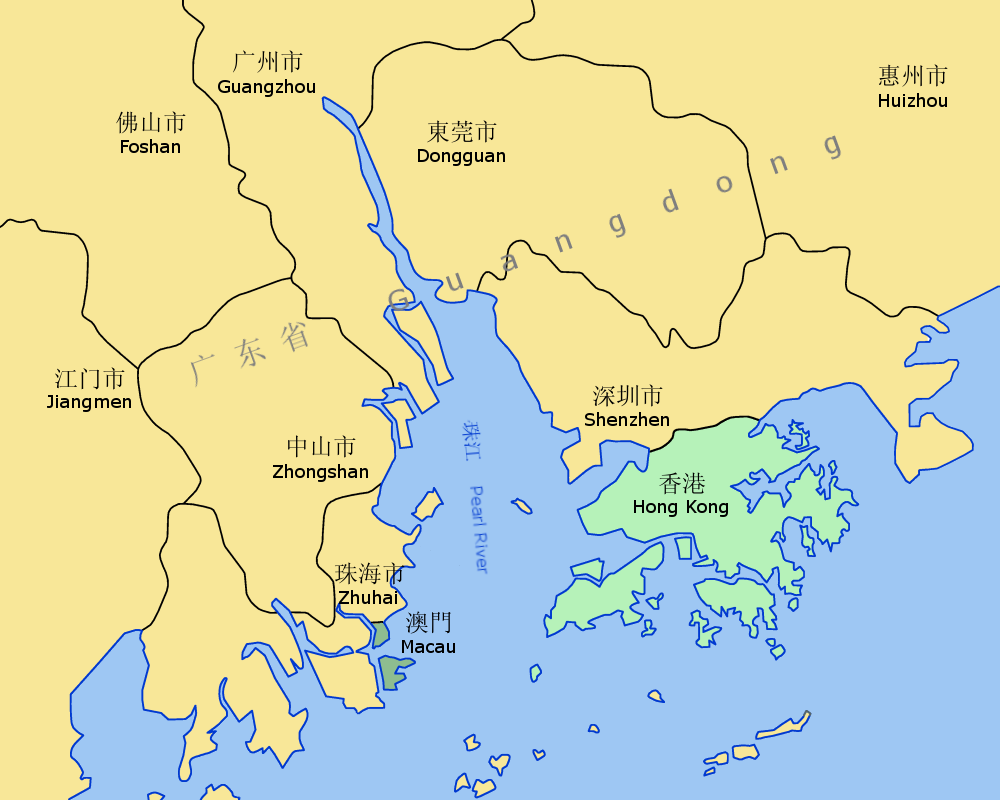
Гонконг на карте.

Гонконг расположен на южном побережье Китая и состоит из острова Гонконг, острова Лантау, полуострова Цзюлун, Новых Территорий, а также около 260 малых островов. Новые Территории примыкают с севера к полуострову Цзюлун, и за их северной границей рекой Шэньчжэнь.
Всего к Гонконгу относятся 262 острова в Южно-Китайском море, крупнейшим из которых является остров Лантау. Второй по величине и первый по населению — остров Гонконг.
Название «Гонконг» (кант. иер. 香港, транскр. Хёнкон) буквально означает «благоухающая гавань» и происходит от названия местности в современном районе Абердин на острове Гонконг. Здесь когда-то торговали изделиями из ароматной древесины и благовониями. Узкая полоска воды, разделяющая Гонконг и полуостров Цзюлун, носит название бухта Виктория. Это один из самых глубоких естественных морских портов в мире.
Благодаря длинной неправильной извилистой береговой линии Гонконг обладает множеством бухт, рек и пляжей. Несмотря на обилие зелени и воды в Гонконге, экологические проблемы города вызывают всё большую тревогу, а по качеству воздуха город занимает одно из последних мест. Около 80 % смога Гонконга происходит из других районов дельты реки Чжуцзян, то есть из материкового Китая.

## Расположение

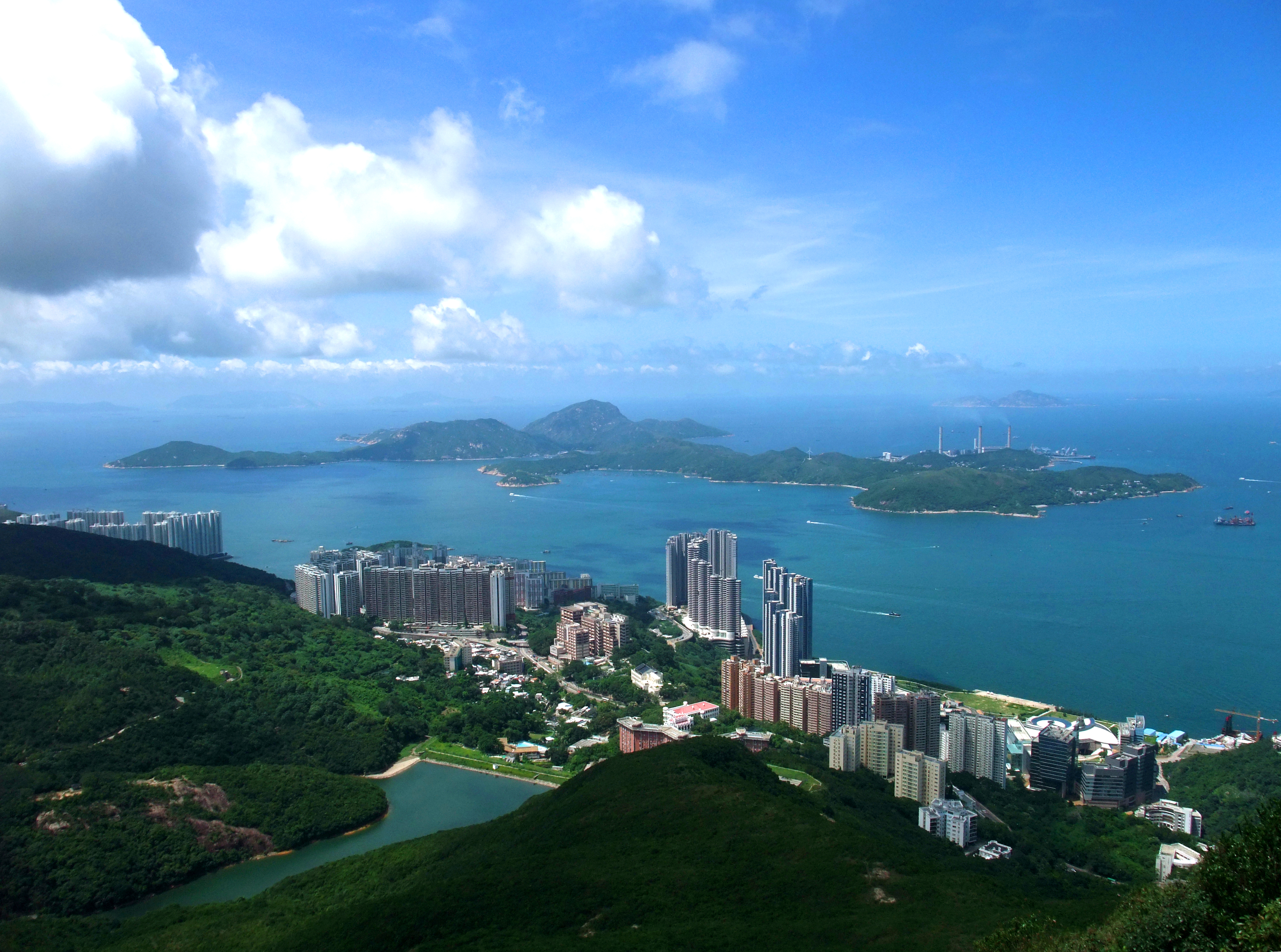
Остров Ламма

Гонконг расположен в Восточной Азии, между Южно-Китайским морем и Китаем.
Площадь:
- всего: около 2,900 км²;
- суша: 1,103 км²;
- вода: около 1,793 км²

Сухопутная граница:
- всего: 30 км;
- региональные границы: Китай 30 км

Протяжённость побережья:
- 733 км

Прибрежные претензии:
- территориальное море: 3 морских мили

Климат:
- тропические муссоны; прохладно и сыро зимой, жарко и дождливо весной и летом, тепло и солнечно осенью

Местность:
- холмистая и горная местность с крутыми обрывами; равнины на севере

Риск наводнения:
- самая низкая точка: Южно-Китайское море, 0 м;
- самая высокая точка: Тай Мо Шан, 958 м

Природные ресурсы:
- глубоководная гавань, полевые шпаты

Использование земель:
- возделывание земли: 5,05 %;
- выращивание зерновых: 1,01 %;
- другое: 93,94 % (2001)

Обработка земель:
- 20 км² (1998, оценка)

Природные катаклизмы:
- тайфуны, редко

Окружающая среда — текущее состояние:
- загрязнение воды и воздуха из-за стремительной урбанизации

Окружающая среда — международные соглашения:
- входит в: Конвенцию по предотвращению загрязнения океана отходами и другими материалами (ассоциированный член)

География — примечания:
- 262 островов

## Районы Гонконга
Гонконг состоит из 18 округов:

Районы Особого административного района Гонконг: 1. Центральный и Западный, 2. Ваньчай, 3. Восточный, 4. Южный, 5. Яучимвон, 6. Самсёйпоу, 7. Коулун-Сити, 8. Вонтайсинь, 9. Куньтхон, 10. Кхуайчхин, 11. Чхюньвань, 12. Тхюньмунь, 13. Юньлон, 14. Северный, 15. Тайпоу, 16. Сатхинь, 17. Сайкун, 18. Айлендс

| - Центральный и Западный (Сентрал-энд-Вестерн) - Восточный - Южный - Ваньчай (Ван-Чай)? - Коулун-Сити - Самсёйпоу (Шам-Шуй-По) - Яучимвон (Яу-Цим-Монг) - Вонтайсинь (Вонг-Тай-Син) - Куньтхон (Квун-Тонг) | - Северный - Сайкун (Сай-Кунг) - Сатхинь (Ша-Тин) - Тайпоу (Тай-По) - Айлендс - Кхуайчхин (Квай-Цинг) - Чхюньвань (Цюн-Ван) - Тхюньмунь (Тюн-Мун) - Юньлон (Юн-Лонг) |

Если не брать в расчет административное деление Гонконга, то условно его можно разделить на собственно остров Гонконг, полуостров Коулун, Новые территории, и островную часть, включающую как большие, так и малые острова.
Центральный и Западный (Central and Western) — один из самых старых и развитых районов, ранее был городом Виктория. Он включает районы Адмиралтейство, Сентрал, Сёнвань, Сайвань, Мид-левелс и Пик. Это деловой и торговый район. В нём также находится одна из природных достопримечательностей Гонконда — пик Виктория, гора с несколькими вершинами.
Восточный округ также является торговым районом.
Южный округ популярен среди туристов из-за обилие аттракционов и развлечений. Там находится Ocean Park Hong Kong, принимающий за год более 5 миллионов посетителей.
Ван-Чай ранее был известен как «район красных фонарей», теперь это один из самых богатых и престижных районов Гонконга.
На полуострове Коулун, напротив Восточного округа, расположен Коулун-Сити. Раньше он считался неблагополучным. С 1950-х по 1970-е годы город-крепость Коулун контролировался триадами, и в нём процветали проституция, азартные игры и наркоторговля. В 1995 году после сноса строений на этом месте был открыт одноимённый парк.
На юго-востоке полуострова Коулун, находится Куньтхон (Квун-Тонг), где расположена крупная промышленная зона. Тут же находится и жилая зона, это самый густонаселенный район Гонконга.
На севере Гонконга расположен сельскохозяйственный Северный округ, который занимает Новые территории. Там сохранилось большое количество деревень, но также появилась и городская застройка.
Округ Айлендс (Острова) является крупнейшим по площади и наименее густонаселенным среди всех округов Гонконга. Он включает в свой состав более 20 островов, крупнейшими из которых являются Лантау (Даюйшань или Дахаодао) (за исключением крайней северо-восточной части, относящейся к округу Чхюньвань), Ламма (Пок-Лиу-Чау или Наньядао), Чхёнчау (Чеунг-Чау или Чанчжоу), Пхинчау (Пенг-Чау или Пинчжоу), Пхоутхой (По-Той) и Чхеклапкок (Чек-Лап-Кок).